# Вулиця Сливова (Львів)
Вулиця Сливова — невеличка вулиця у Сихівському районі Львова. Вулиця починається від перехрестя з вулицею Шахтарською та закінчується глухим кутом.
Сучасна назва від 1957 року.

## Забудова
Забудова — двоповерхова барачна та радянський конструктивізм 1950-х років.